# Bodrog (Ungarn)
Bodrog ist eine ungarische Gemeinde im Kreis Kaposvár im Komitat Somogy.

## Geografische Lage
Bodrog liegt ungefähr 18 Kilometer nordwestlich der Stadt Kaposvár. Nachbargemeinden sind Osztopán, Csombárd und Somogyfajsz.

## Sehenswürdigkeiten
- Römisch-katholische Kirche Szűz Mária neve templom
- Baptistenkirche (Jó az Úr Bodrogi Baptista gyülekezet)

## Verkehr
Durch Bodrog verläuft die Landstraße Nr. 6706. Der nächstgelegene Bahnhof befindet sich zwei Kilometer nördlich in Osztopán.